# Леман, Уильям
Уи́льям Ле́ман (англ. William Lehman; 20 декабря 1901, Сент-Луис, Миссури, США — январь 1979) — американский футболист, полузащитник, игрок сборной США, участник чемпионата мира 1934 года как запасной игрок.

## Карьера

### Клубная
Уильям Леман более 10 лет играл в Американской футбольной лиге, выступал за клубы «Уэллстоунз», «Хеллрангз», «Стикс, Бэр и Фуллер», «Сент-Луис Сентрал Бруэриз», «Сент-Луис Шемрокс».

### В сборной
За сборную Леман провёл один матч накануне чемпионата мира 1934 — стыковую игру со сборной Мексики за право попадания на мундиаль. Присутствовал в заявке на турнир, однако так и не сыграл на нём.